# Филомена Римская
Филоме́на Ри́мская (лат. Philomena Romana; 289/291, Керкира — 302/304, Рим) — погибшая в юности католическая святая, чьи мощи были обретены в 1802 году в катакомбах Присциллы.

## Житие
Основным источником сведений о жизни Филомены является «Откровение» монахини Марии Луизы ди Джезу (1799—1875) — по преданию, святая явилась монахине в видении и поручила ей поведать людям историю своего мученичества. Согласно традиции, Филомена считается уроженкой острова Корфу, происходящей из местной правящей семьи; в возрасте 13 лет она решила посвятить свою жизнь Иисусу. Отец Филомены вместе с семьёй приехал в Рим для переговоров с императором Диоклетианом, который угрожал войной его владениям. Учитывая то, что к тому времени Корфу входил в Римскую Империю уже 500 лет, Диоклетиан никак не мог угрожать войной своей же провинции; по-видимому, условную дату 302/304 гг. взяли согласно времени диоклетиановских гонений на христиан. Очарованный Филоменой, император предложил ей стать его женой, но та отказалась, памятуя о своём обете. По приказу Диоклетиана Филомену последовательно подвергли бичеванию и утоплению в Тибре, её также расстреливали лучники, но всякий раз она с ангельской помощью оставалась невредимой, и в итоге была обезглавлена. Ввиду характера претерпленных мучений, изображается с якорем и стрелой.

## Канонизация
Канонизирована в 1837 году папой Григорием XVI путём издания папского магистерия. Однако, подобная процедура вызывала нарекания Конгрегации доктрины веры во времена председательствования в ней кардинала Йозефа Ратцингера, будущего Папы. В 1961 году католические издания America и Commonweal опубликовали статьи с утверждениями, что Филомена никогда не была канонизирована; её имя никогда не упоминалось в «Римском мартирологе». Тем не менее, Филомена почитается как святая многими католиками.

## Покровительница
Филомена считается святой покровительницей Флайбано (провинция Удине, область Фриули-Венеция-Джулия) и Трепорти (провинция Венеция, область Венеция).